# Kutkh

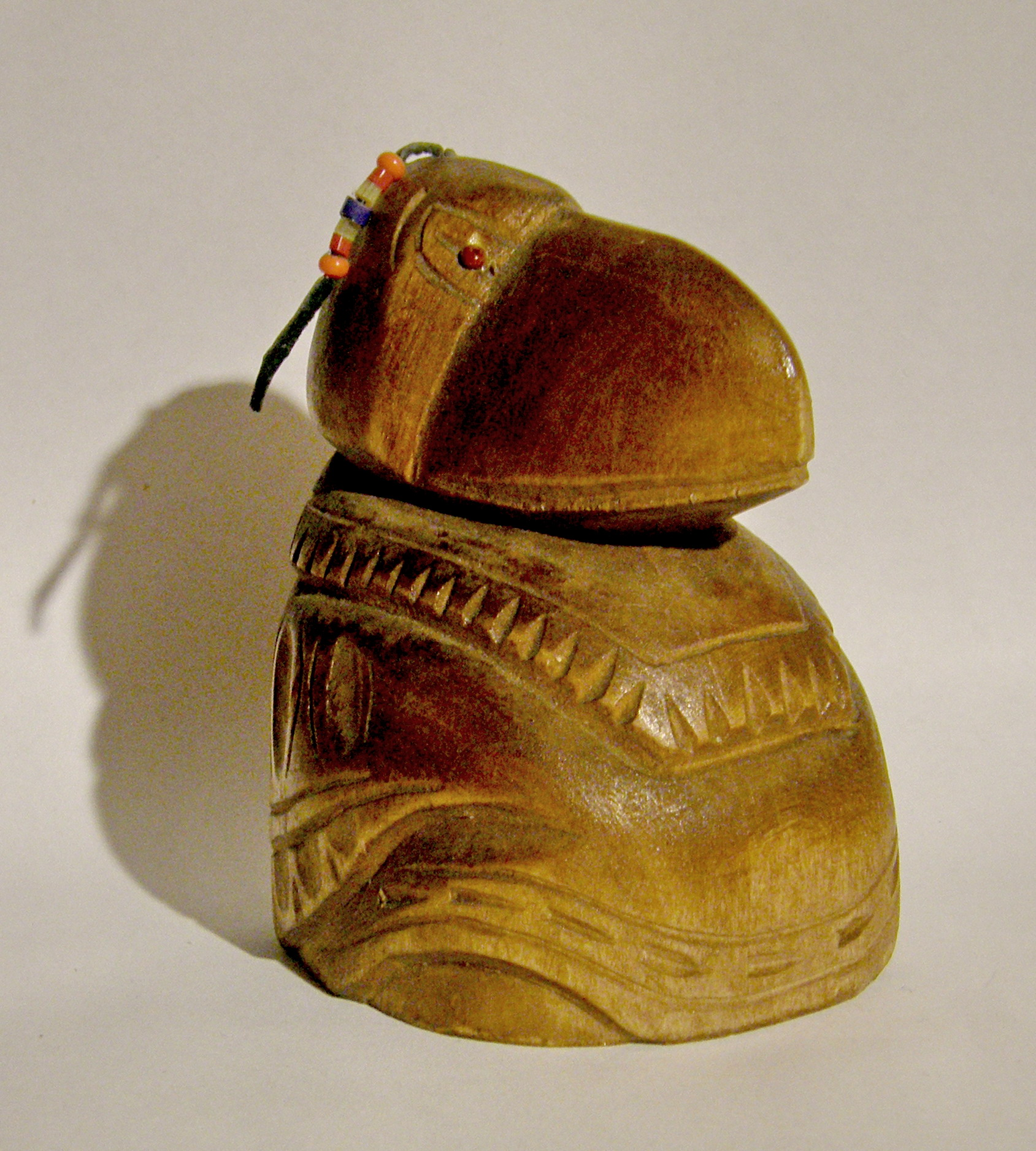
Sculpture en bois du dieu Kutkh faite par des artisans koriaks au Kamtchatka.

Kutkh (également orthographié Kutkha, Kootkha, Kutq, Кутх en russe, etc.) est un esprit aux traits de corbeau, traditionnellement vénéré sous diverses formes par divers peuples autochtones de l'Extrême-Orient russe. Kutkh apparaît dans de nombreuses légendes : personnage clé dans la création, ancêtre fertile de l'humanité, chaman puissant ou bien « fripon ». Il est un sujet très prisé des histoires animistes du peuple tchouktche et joue un rôle central dans la mythologie des Koriaks, Itelmènes et du Kamtchatka. Bon nombre de récits concernant Kutkh sont similaires à ceux des corbeaux de la mythologie des peuples autochtones de la côte du Pacifique Nord-Ouest, ce qui indique une longue histoire de contacts culturels indirects entre peuples asiatiques et nord-américains.

## Source
- (en) Cet article est partiellement ou en totalité issu de l’article de Wikipédia en anglais intitulé « Kutkh » (voir la liste des auteurs).